# Passalus affinis
Passalus affinis  (лат.) — вид сахарных жуков рода Passalus из семейства пассалиды (Passalidae). Карибские острова (остров Гаити).
Крупного размера жуки, которые имеют длину около 4 см (от 42,5 до 48,6 мм), буровато-чёрные, блестящие. Края лба прямые. Один из немногих видов рода, у которого описан процесс копуляции, эдеагус и личинки
Тело вытянутое, уплощённое. Надкрылья в глубоких продольных желобках.